# Bimåne

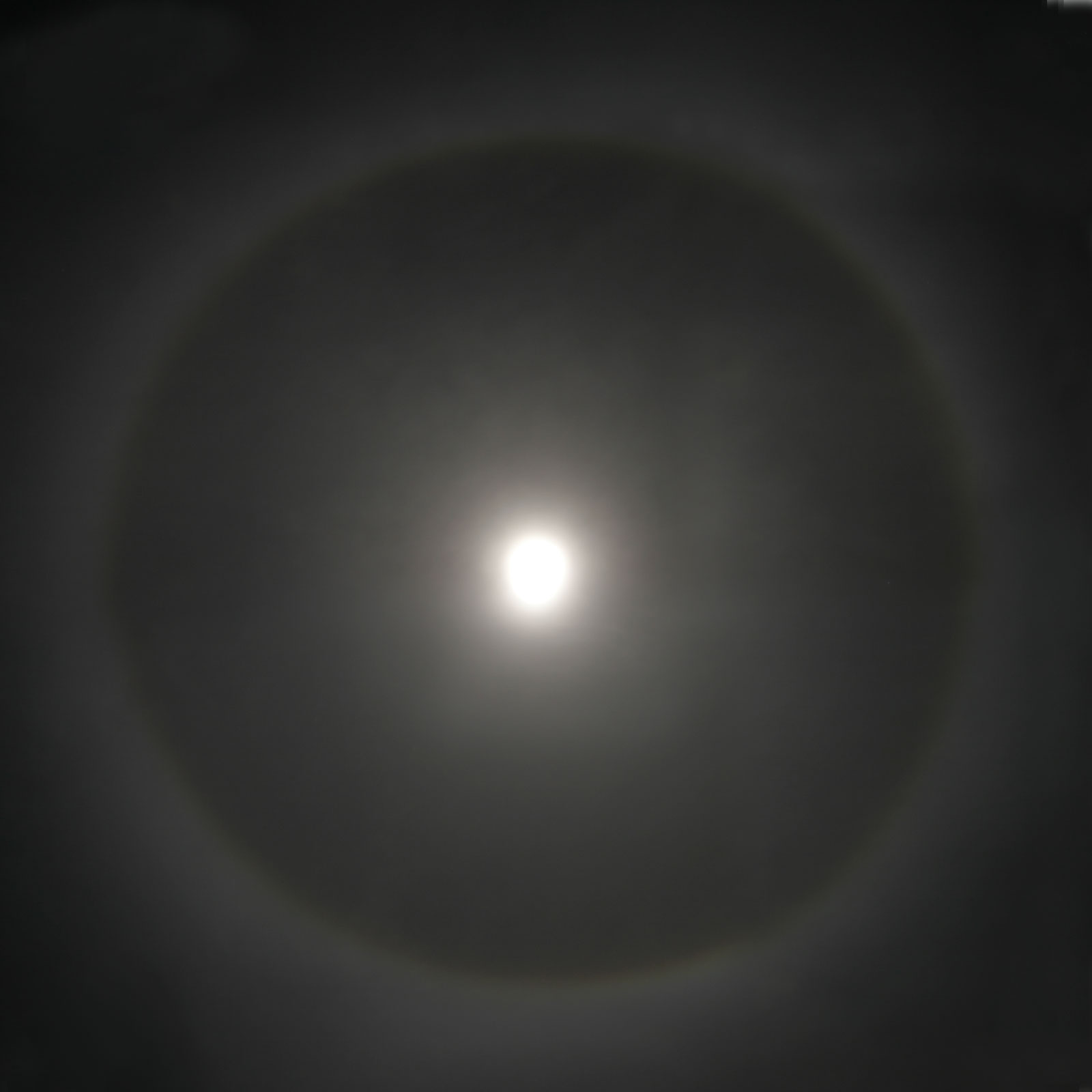

Bimåne, vädermåne (paraselene}) är ett fenomen på natthimlen som framkallas av månljuset, och är en halo orsakat av reflexion och refraktion av månsken i hexagonala iskristaller i höga cirrusmoln eller cirrostratusmoln. Ett relaterat optiskt fenomen kallas mångård. Fenomenen uppstår på samma sätt som vädersolar uppstår av solljuset.
Ofta ser man två ringformade mångårdar; den minsta har en synbar radie av cirka 22,5°, den yttres radie är cirka 45°. Förutom dessa två cirklar förekommer även färgade eller vita band. Vanligen förekommer det ett vågrätt och ett lodrätt band, vilka skär varandra i månen och uppkommer genom reflexion i snökristallerna, eller en båge, böjd uppåt och tangerande den yttre gården. På de ställen, där de olika cirklarna eller bågarna skär varandra, uppkommer ljusare partier, som kallas bimånar och beror på den högre ljusstyrkan i dessa punkter. En bimåne syns på vardera sidan om månen och i samma horisontella höjd som denna. 

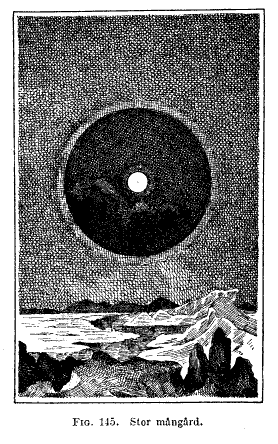